# 消防副士長

消防副士長の階級章

消防副士長（しょうぼうふくしちょう）とは日本の消防における消防吏員の階級のひとつ。

## 概要
一般的に副主任・隊員クラスの消防吏員の階級であり、消防士長と消防士の間の階級である。消防士長昇任試験に合格しない消防士の中から年功や勤務成績により任ぜられるのが一般的などとも言われている。しかし消防吏員の昇任制度は消防本部ごとの差異が大きく、消防士から消防士長、あるいは消防副士長から消防士長への昇任は試験ではなく年功や勤務成績による選考の場合もある。また、自治体によっては組織の規模により消防副士長の階級を設置していない消防本部も存在する 。組織内では幹部候補として位置付けられる。消防副士長の階級が存在する消防本部では、昇任意欲の無い消防職員がこの階級で定年退職を迎えることがほとんどである。
ただし、警察官の階級における巡査長、刑務官の階級における主任看守、入国警備官の階級における主任警守などに近い位置付けではあるものの、巡査長・主任看守・主任警守がいずれも一種の名誉階級であって正式には「巡査長たる巡査」もしくは「巡査長巡査」、「主任看守たる看守」、「主任警守たる警守」と称されるのに対し、「消防副士長」は正式な階級であり「消防副士長たる消防士」あるいは「消防副士長消防士」という階級呼称は用いない。
警察官の階級は警察法第62条で直接定められているのに対し、消防吏員の階級は消防組織法第16条第2項に基づく昭和37年消防庁告示第6号（消防吏員の階級の基準）で定められており、第1条には定めの無い階級であるが、第4条で「市町村は、第1条及び前条の規定にかかわらず、特に必要があると認めるときは、消防士の階級を消防副士長及び消防士の階級に区分することができる。」とされており、明確に消防副士長の記載がある。また、同じく消防組織法第16条第2項の規定に基づく昭和42年消防庁告示第1号（消防吏員服制基準）の別表の図でも消防副士長の階級章（黒の地に金帯が1本、その上に消防章が2つ）が制定されている。